# Georg Spalatin

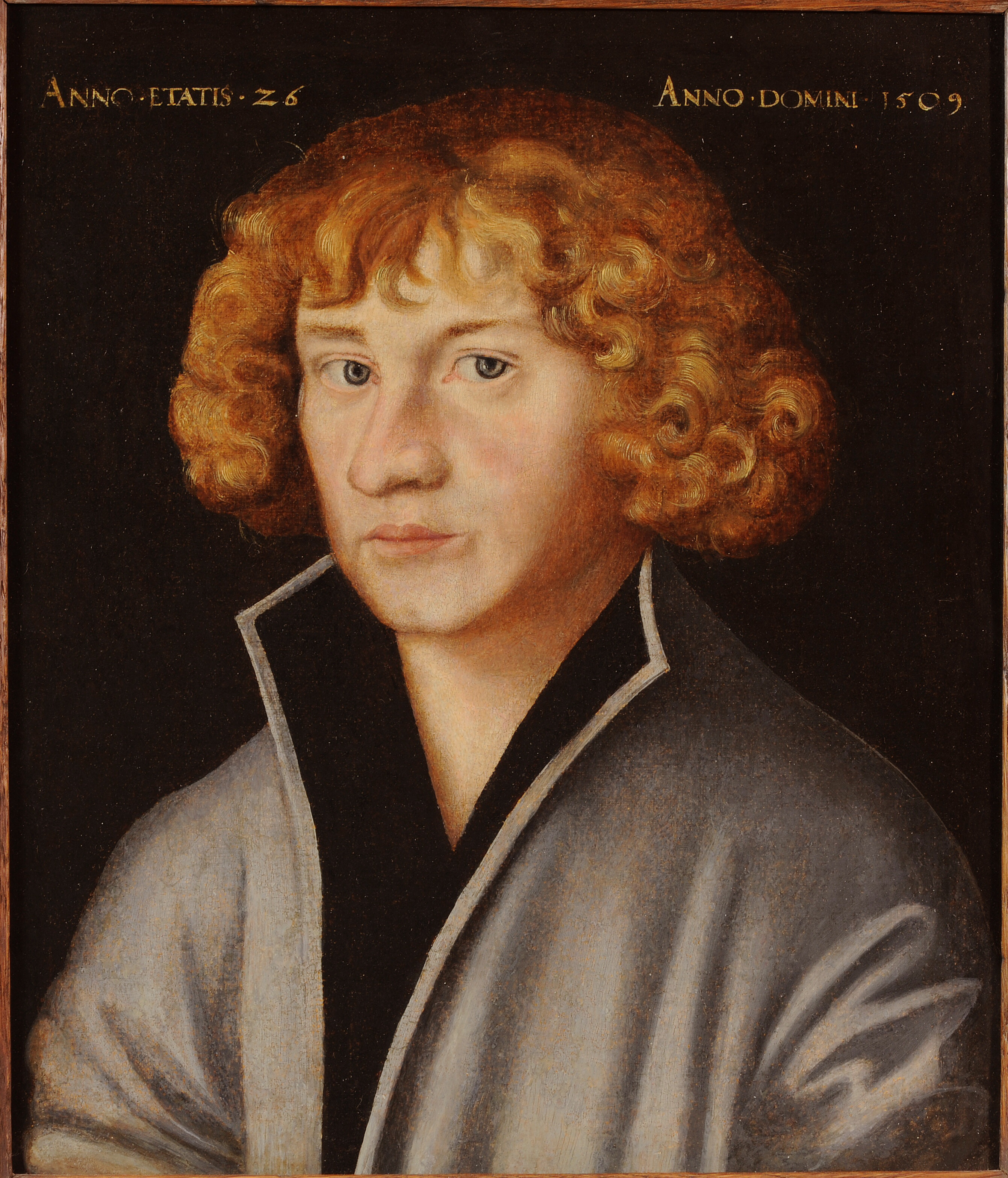
Georg Spalatin, porträtterad av Lucas Cranach den äldre.

Georg Spalatin, född den 17 januari 1484, död den 16 januari 1545 i Altenburg, var en tysk reformator, Martin Luthers vän och medarbetare i reformationsverket. Han hette egentligen Burkhardt, men antog namnet Spalatin efter sin hemort Spalt, nära Nürnberg. Efter att ha studerat juridik i Erfurt och Wittenberg prästvigdes Spalatin 1508 och blev 1509 lärare för den sachsiske kurprinsen Johan Fredrik. Han vann snart kurfursten Fredrik den vises förtroende samt utnämndes efter vartannat till dennes bibliotekarie, historieskrivare, privatsekreterare och hovkaplan.
Redan tidigt blev Spalatin bekant med Luther, som väckte hans religiösa intresse och som å sin sida i den visserligen försiktigt medlande vännen erhöll en förespråkare hos Fredrik den vise. Vid riksdagen i Worms och i alla de politiska förvecklingar som reformationen framkallade var han kurfurstens rådgivare och fick ofta viktiga statsuppdrag. I denna inflytelserika ställning befordrade han Luthers sak på många vis, även om vännens stormande iver ofta beredde honom ängslan och svåra stunder och han stundom hindrade tryckningen av Luthers häftigaste skrifter (såsom från Wartburg). Efter sin herres död 1525 blev Spalatin superintendent i Altenburg, där han inom kort gifte sig. Även nu förblev han de båda följande kurfurstarnas förtrogne, åtföljde Johan den ståndaktige till Speyer och Augsburg, Johan Fredrik till Schmalkalden, var 1527 en av visitatorerna i den stora sachsiska kyrkovisitationen, övervakade Wittenbergs universitet och dess bibliotek etc. Även litterärt verkade han genom översättning av Luthers, Melanchthons och Erasmus skrifter. På grund av flera värdefulla arbeten över Sachsens historia erhöll han titeln sachsisk historiograf.